# Зеландия (регион)
Зеландия (дат. Sjælland) — административная область в Дании, созданная 1 января 2007 года в рамках муниципальной реформы 2007 года, по которой традиционные административные единицы амты были заменены на пять крупных областей. В то же время маленькие муниципалитеты были объединены в бо́льшие по размеру административные единицы. Область включает 17 муниципалитетов (коммун).
Расположена на большей части острова Зеландия, островах Лолланн, Фальстер, Мён и др. Включает территорию бывших амтов Роскилле, Сторстрём и Западная Зеландия.

## Муниципалитеты

Административная карта региона Зеландия

- Вордингборг (Vordingborg)
- Греве (Greve)
- Гульдборгсунн (Guldborgsund)
- Калуннборг (Kalundborg)
- Кёге (Køge)
- Лайре (Lejre)
- Лолланн (Lolland)
- Нествед (Næstved)
- Одсхерред (Odsherred)
- Рингстед (Ringsted)
- Роскилле (Roskilde)
- Слагельсе (Slagelse)
- Сольрёд (Solrød)
- Сорё (Sorø)
- Стевнс (Stevns)
- Факсе (Faxe)
- Хольбек (Holbæk)